# Thomas Pesenti
Thomas Pesenti (Fidenza, 16 oktober 1999) is een Italiaans wielrenner.

## Carrière
Als tweedejaars junior won Pesenti het bergklassement in de Ronde van de Lunigiana. Een jaar later, in zijn eerste seizoen als belofte, maakte hij de overstap naar het amateurteam Beltrami TSA Argon 18 Tre Colli. In 2019 deed dat team een stap hogerop en werd een continentaal team. Pesenti reed dat jaar enkele 1.HC-wedstrijden, waaronder de Trofeo Laigueglia en de Ronde van Emilia. In 2022 won Pesenti de Giro del Medio Brenta en de GP Slovakia.
In 2024 maakte Pesenti de overstap naar het Japanse JCL Team UKYO. In februari van dat jaar werd hij onder meer zestiende in de Muscat Classic en twintigste in de Trofeo Laigueglia. In de Internationale Wielerweek, in maart, eindigde hij in twee van de vijf etappes bij de beste tien renners. Het leverde hem de tiende plek in het eindklassement op.

## Overwinningen
2017
Bergklassement Ronde van de Lunigiana
2022
Giro del Medio Brenta
GP Slovakia

## Ploegen
- 2019 –  Beltrami TSA Hopplà Petroli Firenze
- 2020 –  Beltrami TSA Marchiol
- 2021 –  Beltrami TSA Tre Colli
- 2022 –  Beltrami TSA Tre Colli
- 2023 –  Beltrami TSA Tre Colli
- 2024 –  JCL Team UKYO